# Ольга Лукас
Óльга Лýкас (Ольга Владимировна Смирнова; 23 травня 1979) — російська письменниця, журналістка.

## Біографія
Народилася 23 травня 1979 році в Санкт-Петербурзі.
Навчалася на факультеті журналістики СПбДУ, на третьому курсі вибрала спеціалізацію «PR і зв'язки з громадськістю». Працювала в прес-центрі, у 2003 році переїхала жити до Москви, де почала освоювати Інтернет. Викладала в мережу свої розповіді та казки для дітей.
У 2004 році почала свою літературну діяльність. Працювала координатором регіональних проєктів в газеті «Книжное обозрение», колумністом в літературному додатку в «Независимой газете», PR-менеджером у видавництві Livebook. Організувала та провела безліч книжкових презентацій.

## Видання книг
У 2005 році вийшла спільна з Євою Пунш книга «Індійські калебасні».
У 2007 році — перша власна книга «Попелюшки на межі», яка увійшла в шорт-лист дитячої літературної премії «Заповітна мрія».
У 2009 році у видавництві «Астрель-СПб» вийшла дитяча книга «Зуби, кігті, два хвости». У тому ж році, спільно з мінською художницею Наталією Поваляєвою, створила в інтернеті спільноту «Бордюр-поребрик», в якій викладалися ілюстровані історії про відмінності між Москвою і Санкт-Петербургом, пізніше проводила розповіді про вигаданих персонажів — пітерців і москвичів.
«Бордюр-поребрик» мав успіх, тоді видавництво «Комільфо» випустило книгу «Поребрик з бордюрного каменю». Вона також була в активному продажі та мала своє продовження. «Новий поребрик з бордюрного каменю» було нагороджено премією імені Салтикова-Щедріна. Паралельно з цим проєктом в 2011 році видавництво «Рипол-класик» випустило три книги із серії «Тринадцята редакція».

## Книги

### Книги для дітей
- 2009 — Зубы, когти, два хвоста[3]
- 2017 — Путешествие на край кухни[4]
- 2019 — Метод принцесс — Книга — финалист конкурса «Книгуру».[5]
- 2019 — Новогодняя тайна игрушек[6]

### Цикл «Тринадцатая редакция»[7]
- 2010 — Тринадцатая редакция — М: Рипол-классик.
- 2011 — Тринадцатая редакция. Найти и исполнить.
- 2011 — Тринадцатая редакция. Модель событий.
- 2012 — Тринадцатая редакция. Напиток богов.
- 2014 — Тринадцатая редакция. Неубедимый.

### Цикл «Поребрик из бордюрного камня»
- 2010 — Поребрик из бордюрного камня.
- 2011 — Новый поребрик из бордюрного камня.
- 2013 — Поребрик наносит ответный удар.

### Поза серією
- 2007 — Золушки на грани — М.: Гаятри.[8]
- 2011 — Эликсир князя Собакина (разом із Андреем Степановым)[9]
- 2012 — Бабушка Смерть — СПб: Комильфо.[10]
- 2012 — Спи ко мне — СПб: Астрель.[11]
- 2015 — Бульон терзаний[12]